# Shinjuku Gyoen
Shinjuku Gyoen (jap. 新宿御苑; ang. Shinjuku Gyoen National Garden, Shinjuku Imperial Garden) – jeden z największych i najpopularniejszych parków w Tokio, w Japonii.

Mapka parku

Shinjuku Gyoen to ogród publiczny w centrum Tokio o dziesięć minut spacerem od dworca Shinjuku, w zarządzie Ministerstwa Środowiska. Ma powierzchnię 58,3 ha wypełnioną szerokimi trawnikami, bogatą roślinnością i stawami.

## Historia
Teren ten był pierwotnie częścią ogromnej rezydencji rodziny feudalnych panów (daimyō) o nazwisku Naitō. Otrzymał ją wierny wasal Kiyonari Naitō od Ieyasu Tokugawy, gdy ten budował zamek Edo.
W ramach modernizacji państwa i otwarcia na Zachód (restauracja Meiji), w 1872 roku, w celu promowania nowoczesnego rolnictwa, rząd utworzył Stację Doświadczalną Naito Shinjuku. Prowadzono w niej badania nad uprawą owoców i warzyw, produkcją serów i hodowlą bydła. Dwa lata później przekazano ją Ministerstwu Spraw Wewnętrznych i utworzono nową placówkę oświatową dla rolnictwa.
W późniejszych latach niektóre funkcje Stacji Doświadczalnej przeniesiono w inne miejsca i założono w 1879 roku Cesarski Ogród Botaniczny Shinjuku należący do Ministerstwa Dworu Cesarskiego (ob. Agencja Dworu Cesarskiego). Kontynuowano jednak badania związane z uprawami owoców i warzyw. Była to pierwsza próba w Japonii dotycząca uprawy orchidei i innych kwiatów przy użyciu szklarni.
Ogród został prawie całkowicie zniszczony podczas II wojny światowej, ale ostatecznie odbudowany i ponownie otwarty w 1949 roku jako park publiczny.

## Opis
W Shinjuku Gyoen zaaranżowano trzy rodzaje ogrodów:
- najstarszy, tradycyjny japoński ogród krajobrazowy z dużymi stawami usianymi wyspami i mostami. Wypielęgnowane krzewy i drzewa otaczają wodę wraz z kilkoma pawilonami;
  - jednym z pawilonów jest, ukończony w 1927 roku, Kyū-Go-Ryōtei (Taiwan-kaku, Taiwan Pavilion), dar Japończyków z Tajwanu dla upamiętnienia ślubu zawartego w 1924 r. przez ówczesnego następcę tronu Hirohito (późniejszego cesarza Shōwa) z księżniczką Nagako Kuni (cesarzowa Kōjun);
  - w pierwszych dwóch tygodniach listopada odbywa się tam wystawa chryzantem;
- symetrycznie zaaranżowany, formalny ogród francuski;
- angielski ogród krajobrazowy z szerokimi, otwartymi trawnikami otoczonymi m.in. kwitnącymi drzewami wiśni.

Pozostała część parku składa się z obszarów leśnych, trawników i kilku obiektów, w tym restauracji, centrum informacyjnego i galerii sztuki. Jest też szklarnia z wieloma tropikalnymi i subtropikalnymi kwiatami.
W parku rośnie wiele drzew wiśni (sakura) różnych odmian. Kwitną, w zależności od gatunku, od końca marca do końca kwietniazamieniając trawniki w jedno z najpopularniejszych i najprzyjemniejszych miejsc hanami w Tokio. Jesienią zmieniają się kolory, ale klony są szczególnie piękne i można je zobaczyć we wschodniej stronie parku. Wśród 10 tys. drzew rosną także te posadzone jako pierwsze w Japonii: tulipanowiec (Liriodendron L.), platan (Platanus L.), cedr himalajski (Cedrus deodara), cypryśnik błotny (Taxodium distichum).

## Galeria

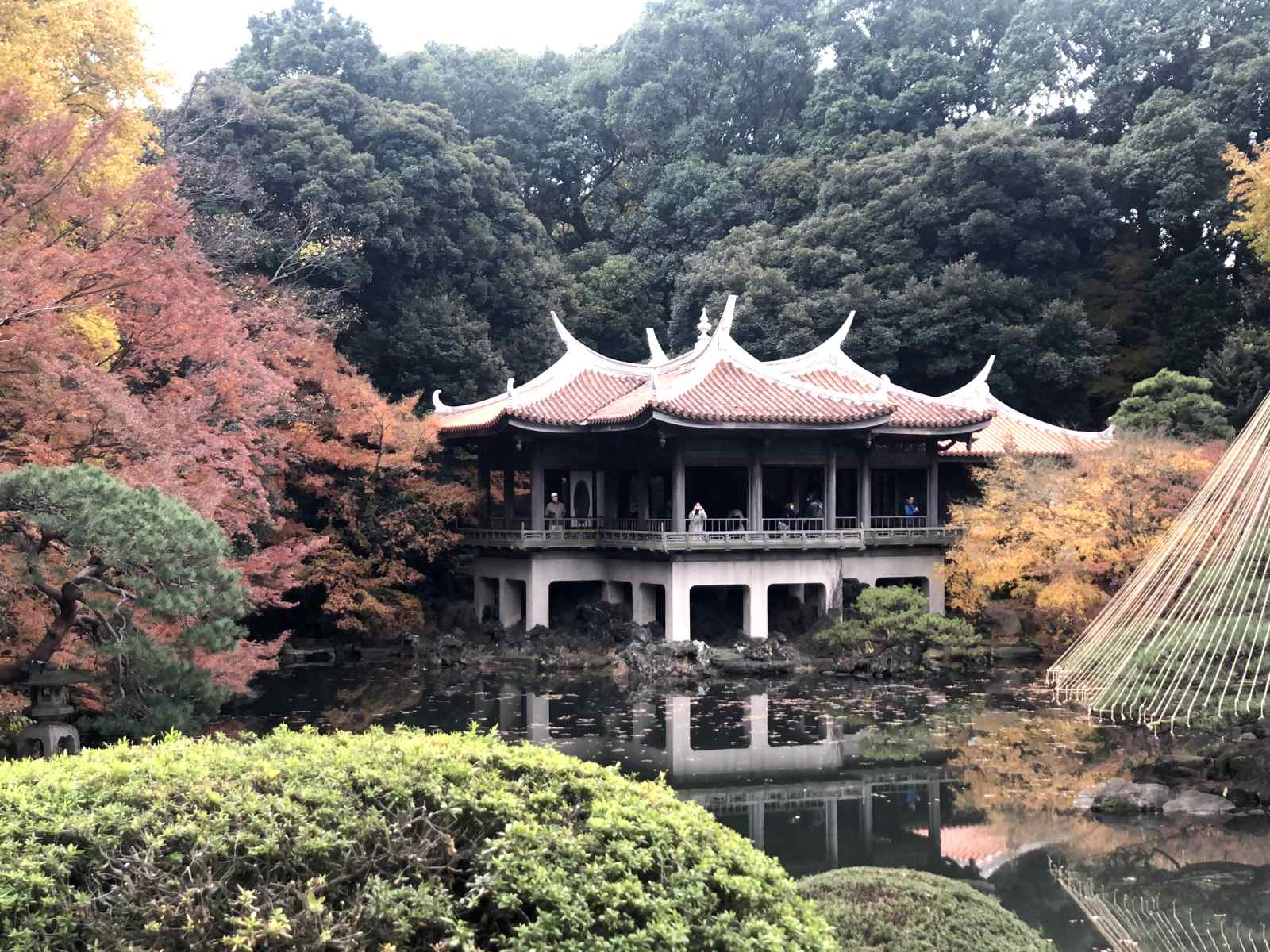
Kyū-Go-Ryōtei (Taiwan Pavilion)
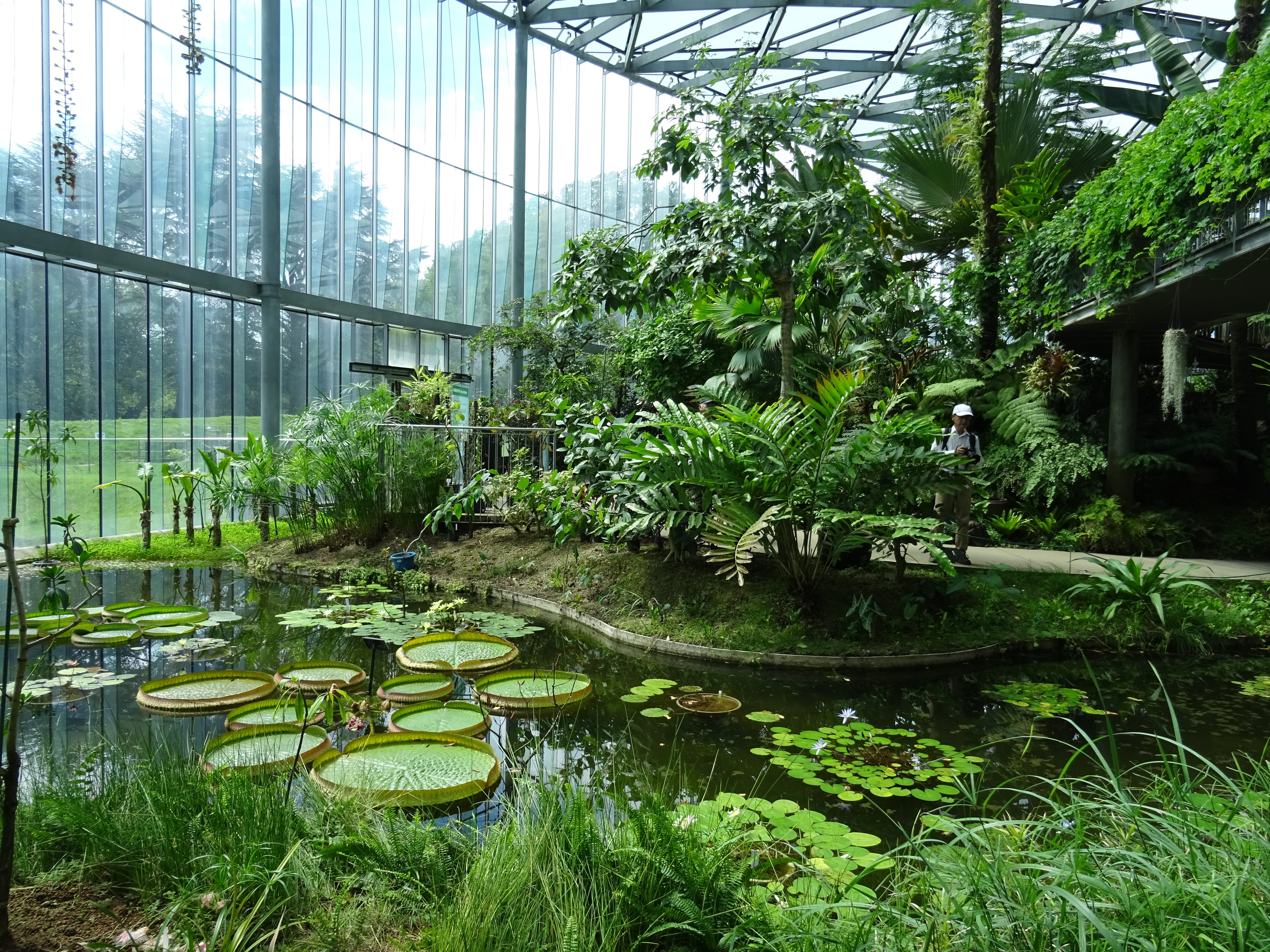
Szklarnia
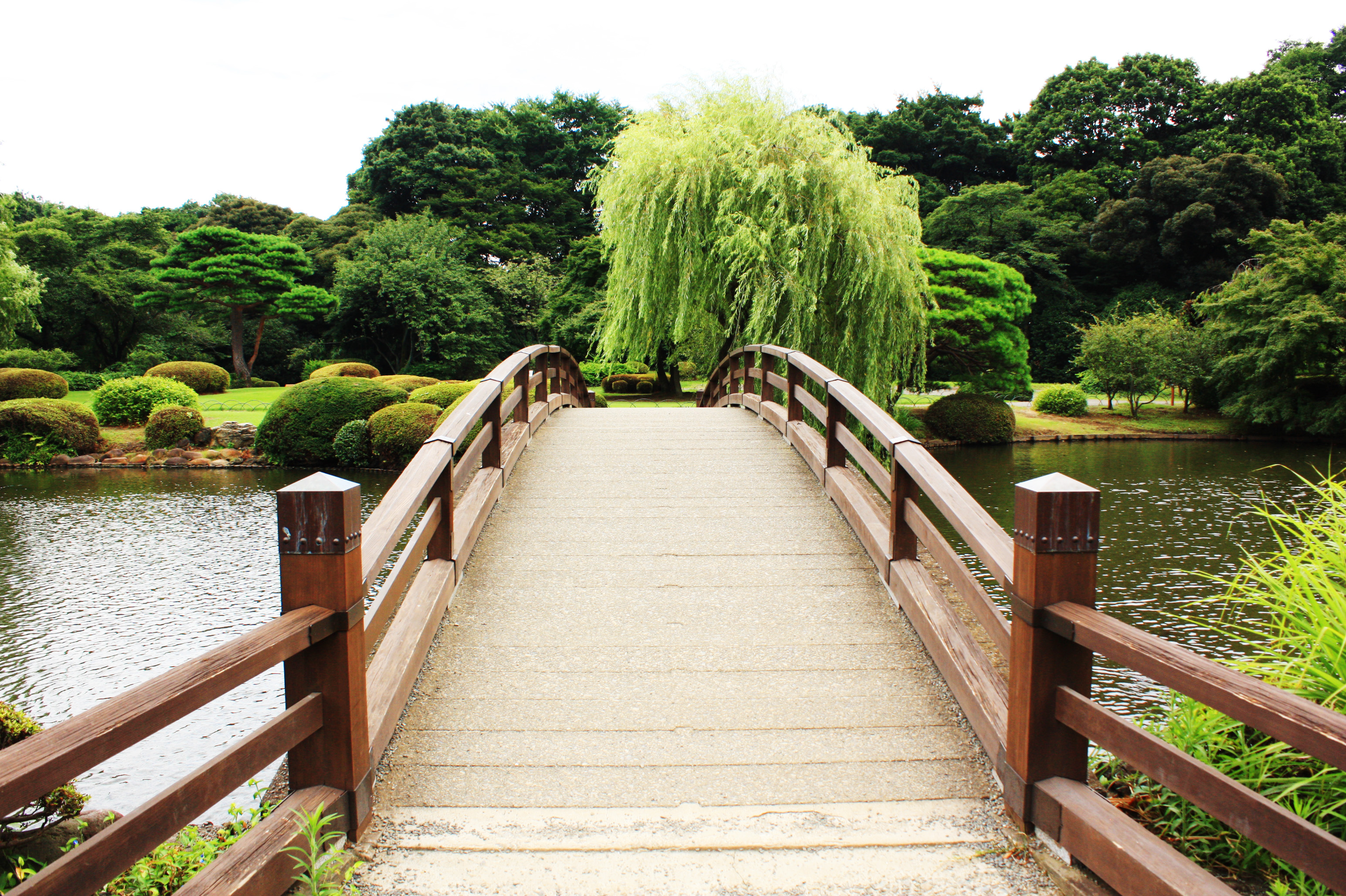
Drewniany mostek nad stawem
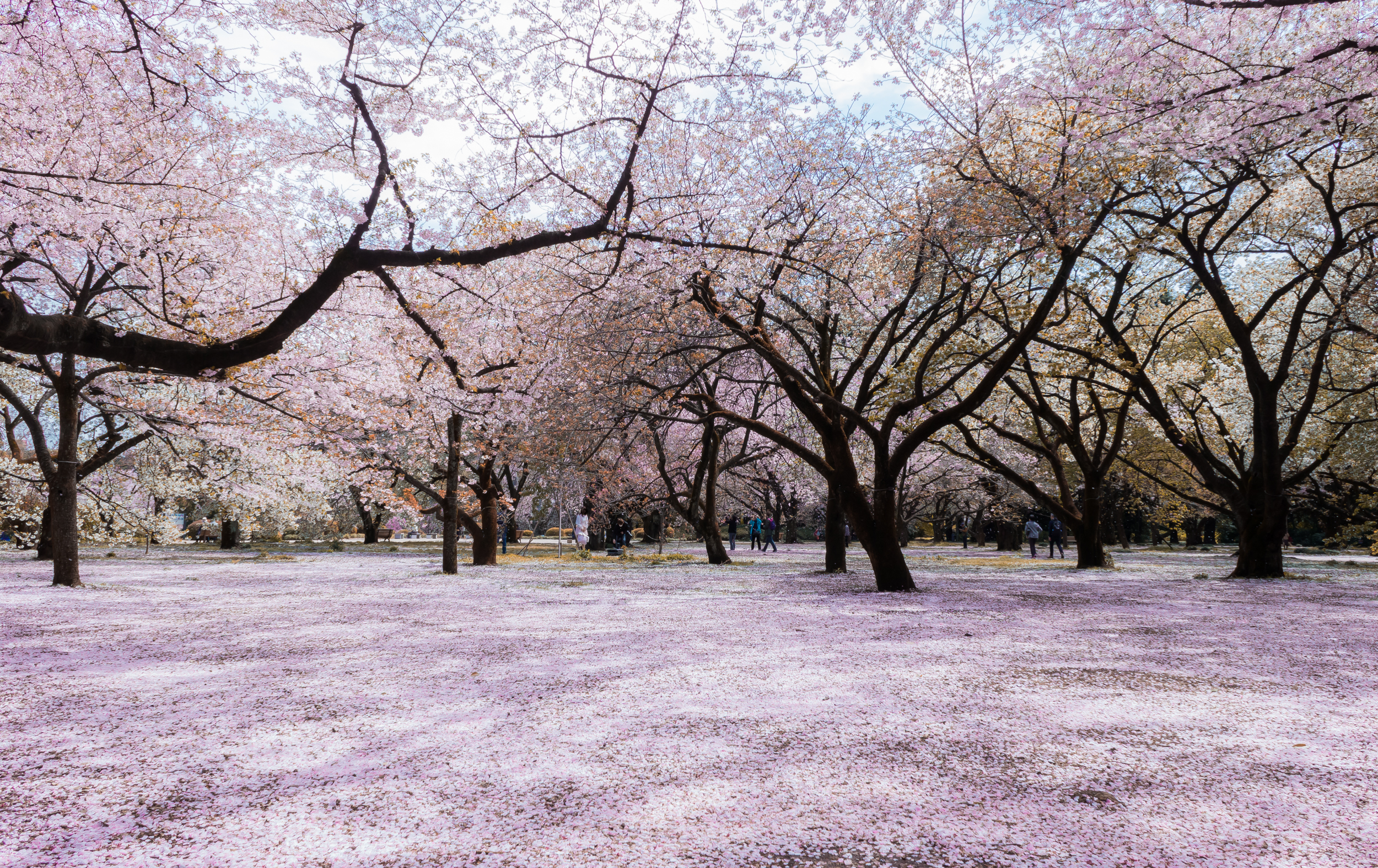
Dywan płatków kwiatów wiśni
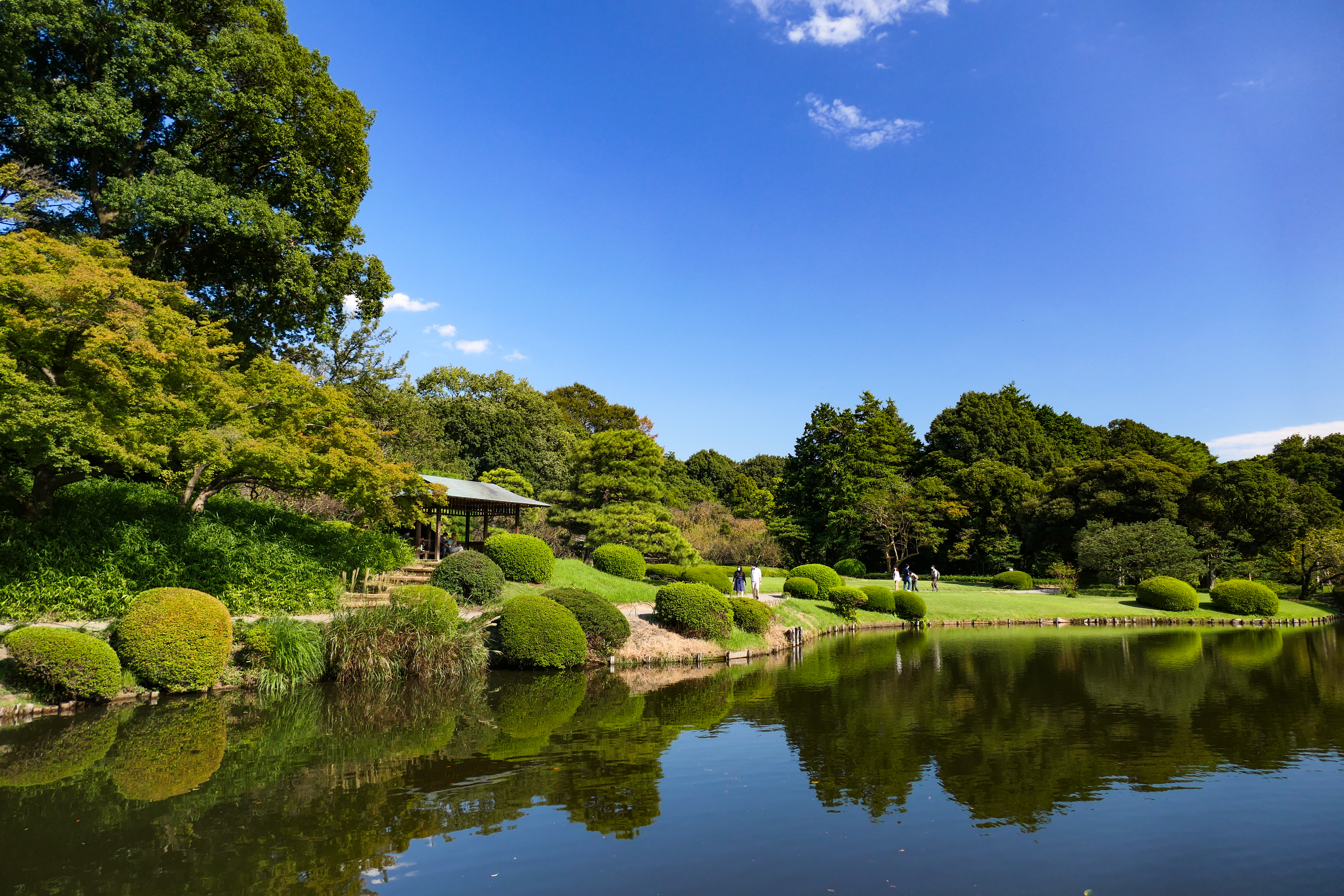
Ogród japoński